# Joe Bushkin
Joseph “Joe” Bushkin, né le 7 novembre 1916 à New York mort le 3 novembre 2004, est un pianiste, trompettiste, compositeur et chanteur de jazz américain.

## Biographie
Sa famille, émigrée de Russie, s'installe à New York en 1909. Il étudie le piano et la trompette et joue dans l'orchestre de son école dirigé par Irving Goodman, le frère de Benny Goodman. En 1935, il travaille dans l'orchestre de Bunny Berigan. En 1936 il joue avec Eddie Condon, l'année suivante avec Joe Marsala, en 1939 avec Muggsy Spanier puis jusqu'en 1942 avec Tommy Dorsey. Pendant la Seconde Guerre mondiale, il est d'abord trompettiste dans un orchestre militaire avant de diriger une formation qui se produit notamment dans le Pacifique. Après la guerre, il travaille avec Benny Goodman en 1946 et Bud Freeman l'année suivante, joue à Broadway de 1949 à 1950. Il apparaît dans le film Rat Race (Les Pièges de Broadway) de Robert Mulligan (1960). En 1977 il accompagne Bing Crosby à Londres.